# اریک تی بی
اریک تی بی (فرانسوی: Éric Tié Bi‎؛ زادهٔ ۲۰ ژوئیهٔ ۱۹۹۰) بازیکن فوتبال اهل ساحل عاج است.

## باشگاهی
از باشگاه‌هایی که در آن بازی کرده‌است می‌توان به باشگاه فوتبال استاد برستوا ۲۹، باشگاه فوتبال المپیک لیون، و باشگاه فوتبال آستراس تریپولی اشاره کرد.